# Przodkowo (gmina)
Przodkowo – gmina wiejska w województwie pomorskim, w powiecie kartuskim. W latach 1975–1998 gmina położona była w województwie gdańskim.
W skład gminy wchodzi 16 sołectw: Czeczewo, Hopy, Kawle Dolne, Kczewo, Kłosowo, Kobysewo, Kosowo, Pomieczyno, Przodkowo (sołectwa Przodkowo i Przodkowo Działki), Rąb, Smołdzino, Szarłata, Tokary, Warzenko, Załęże.
Siedziba gminy to Przodkowo.
Według danych z 30 czerwca 2022 gminę zamieszkiwały 10 873 osoby.
Gmina jest gminą dwujęzyczną - według danych pochodzących ze spisu powszechnego przeprowadzonego w 2002, 49% ludności gminy posługuje się językiem kaszubskim.

## Struktura powierzchni
Według danych z roku 2005 gmina Przodkowo ma obszar 85,39 km², w tym:
- użytki rolne: 77%
- użytki leśne: 11%

Gmina stanowi 7,62% powierzchni powiatu.

## Demografia
Dane z 30 czerwca 2004:
| Opis                              | Ogółem | Ogółem | Kobiety | Kobiety | Mężczyźni | Mężczyźni |
| --------------------------------- | ------ | ------ | ------- | ------- | --------- | --------- |
| jednostka                         | osób   | %      | osób    | %       | osób      | %         |
| populacja                         | 6786   | 100    | 3356    | 49,5    | 3430      | 50,5      |
| gęstość zaludnienia (mieszk./km²) | 79,5   | 79,5   | 39,3    | 39,3    | 40,2      | 40,2      |

- Piramida wieku mieszkańców gminy Przodkowo w 2014[1]:

## Miejscowości niesołeckie
Bagniewo, Barwik, Bielawy, Brzeziny, Buczyno, Bursztynik, Czarna Huta, Czeczewo, Gliniewo, Hejtus, Kawle Górne, Kłosowo (część wsi Rąb), Kłosówko, Krzywda, Masłowo, Młynek, Nowe Tokary, Osowa Góra, Otalżyno, Piekło, Sośniak, Stanisławy, Tokarskie Pnie, Trzy Rzeki, Warzeńska Huta, Wilanowo, Załęskie Piaski.

## Sąsiednie gminy
Kartuzy, Szemud, Żukowo